# United States Air Force Electronics Test Unit
Die United States Air Force Electronics Test Unit war eine Forschungseinheit der United States Air Force, die von 1957 bis 1958 im Zuge des Internationalen Geophysikalischen Jahres in Antarktika tätig war. 
Die Einheit bestand aus zwei mit Skikufen ausgerüsteten Douglas DC-3/C-47 der Bolling Air Force Base. Ihre Aufgabe bestand darin, elektronische Positionsbestimmungssysteme zur Kartierung und Erstellung von Luftaufnahmen über eine Fläche von mehr als 150.000 km² in einem Radius von 600 km um die Ellsworth-Station zu testen.